# Austrian Standards International

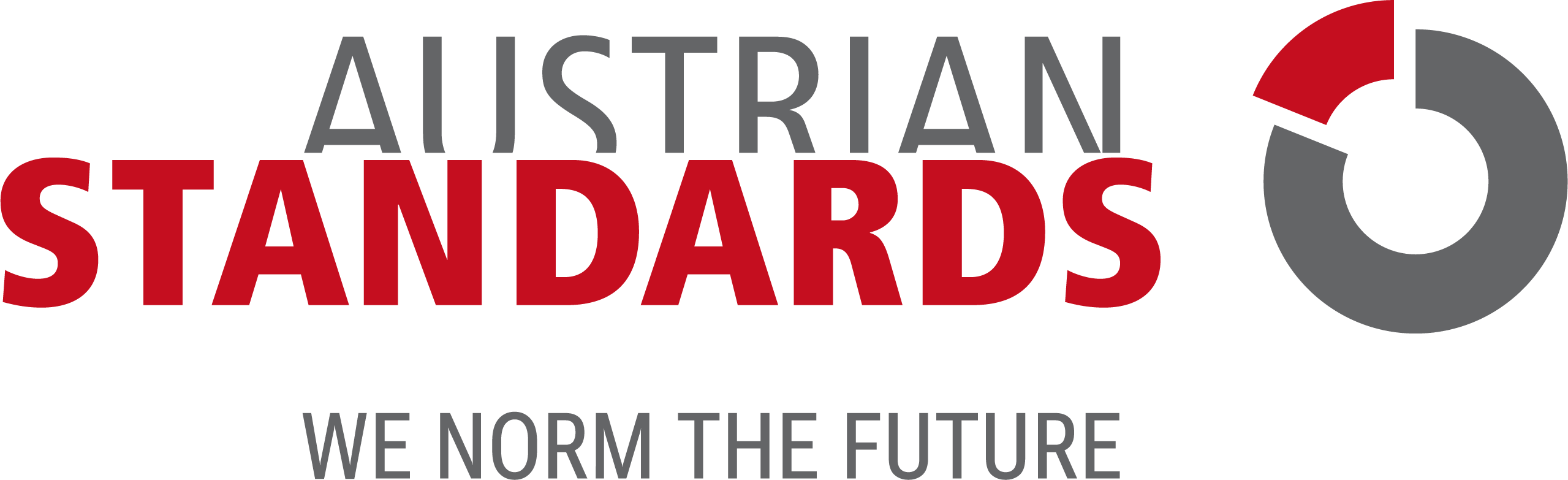
Logo von Austrian Standards

Austrian Standards International (A.S.I., vormals Austrian Standards Institute und davor Österreichisches Normungsinstitut) ist eine nichtstaatliche Organisation (gemeinnütziger Verein) zur Schaffung von ÖNORMEN (Standards) in Österreich. Zu den Grundprinzipien gehören die umfassende Beteiligung aller Interessensgruppen sowie umfassender Konsens bei der Verabschiedung der Regelwerke.
Bei Austrian Standards (Normungsorganisation gemäß Normengesetz 2016) werden nationale rein österreichische ÖNORMEN und ON-Regeln erarbeitet, weiters wird die Mitarbeit österreichischer Fachleute in der europäischen (CEN) und internationalen Standardisierung (ISO) koordiniert, zudem ist A.S.I. für die Übernahme von Europäischen Normen (EN) in das österreichische Normenwerk verantwortlich.

## Geschichte
Am 23. September 1920 wurde der Österreichische Normenausschuss für Industrie und Gewerbe (Ö.N.I.G) gegründet. In 13 Fachausschüssen wurden Normen erarbeitet, wobei der Schwerpunkt im Maschinenbau, in der Elektrotechnik und im Kraftfahrzeugbau lag. 1921 wurde die erste Norm herausgegeben, die Regelungen über metrische Gewinde enthielt.
Im Jahr 1932 wurde der Name in ÖNA Österreichischer Normenausschuss geändert. Jährlich erschienen 40 bis 60 neue Normen. Im Jahr 1938 wurde der ÖNA mit dem Anschluss an das Deutsche Reich eine Außenstelle des Deutschen Instituts für Normung DIN. Unmittelbar nach Ende des Krieges nahm der ÖNA 1945 seine Arbeit wieder auf, bereits ein Jahr später war er Gründungsmitglied der Internationalen Organisation für Normung (ISO).
Im Jahr 1954 wurde durch ein Bundesgesetz die rechtliche Grundlage für die Arbeit des ÖNA geschaffen, welche im Jahr 1971 durch eine Novelle aktualisiert wurde. Dazwischen erfolgte noch die Namensänderung der Organisation auf ON Österreichisches Normungsinstitut. 1961 war A.S.I. unter den Gründungsmitgliedern des Europäischen Komitees für Normung (CEN).
Im Jahr 1991 war der Sitz des ON in Wien der Unterzeichnungsort des Vienna Agreement (Wiener Vereinbarung) zwischen ISO und dem CEN, mit dem Doppelgleisigkeiten in Europa vermieden werden sollen. In der Folge wurden immer mehr europäische und internationale Normen übernommen, die zum Teil die entsprechenden ÖNORMEN ersetzen. Zusätzlich entschloss man sich, ab dem Jahr 1998 auch Regelwerke, die sogenannten ON-Regeln, herauszubringen, die flexibler und rascher erstellt werden können, als das bei ÖNORMEN der Fall ist.
2008 gründete das Österreichische Normungsinstitut eine 100%ige Tochtergesellschaft, die Austrian Standards plus GmbH, als Vertriebs- und Service-Organisation. 2018 wurde als weitere Tochter die Austrian Standards Operations GmbH gegründet.
Austrian Standards plus Publishing ist der Verlag von Austrian Standards.
Im Sommer 2009 wurde aufgrund der internationalen Tätigkeiten des Institutes der englische Name „Austrian Standards Institute“, abgekürzt mit „A.S.I.“, übernommen. 2018 wurde der Name auf „Austrian Standards International – Standardisation und Innovation“ abgeändert.
Ende 2023 hatten in Österreich 24.594 ÖNORMEN Gültigkeit, 94 % wurden auf europäischer und internationaler Ebene entwickelt, 6 % sind rein nationalen Ursprungs.

## Rechtsgrundlage und Aufgaben
Die gesetzliche Grundlage für die Arbeiten von Austrian Standards International ist das österreichische Bundesgesetz über das Normenwesen (Normengesetz 2016 – NormG 2016). Die Aufsichtsbehörde des A.S.I. gemäß NormG 2016 ist das Bundesministerium für Arbeit und Wirtschaft.
Aufgaben von Austrian Standards International sind die Schaffung und Herausgabe von nationalen rein österreichischen Normen mit der Bereitstellung der dafür notwendigen Organisation, A.S.I. ist Mitglied bei CEN und ISO und ermöglicht dadurch die Mitarbeit österreichischer Fachexperten in CEN und ISO Standardisierungsgremien, weiterhin werden CEN-Standards national übernommen und als ÖNORM EN-Normen veröffentlicht. A.S.I. hat 130 Mitarbeiter (2020) und betreut insgesamt 4512 Experten aus 2274 Organisationen (2020), die in 147 Komitees (2019) und deren 282 Arbeitsgruppen (2019) in der nationalen, europäischen und internationalen Standardisierung aktiv österreichische Interessen vertreten. A.S.I. arbeitet inhaltlich selbst nicht in der Standardisierung mit, diese Aufgabe wird ausschließlich von den Normungsgremien und den Experten wahrgenommen. Austrian Standards International führt zudem das Sekretariat von 51 internationalen und europäischen Komitees und Arbeitsgruppen (22 bei ISO, 29 bei CEN).
2018 wurde mit einer neuen Geschäftsordnung eine Schlichtungsstelle eingerichtet, die nach schriftlich begründeter Anrufung über Ablehnung oder Annahme eines Normungsantrages, eines Teilnehmenden oder einer Stellungnahme entscheiden kann, sowie über die Gründung oder Auflösung eines Komitees auf Antrag interessierter Kreise und über die Ausgewogenheit der Zusammensetzung eines Komitees befindet.